# Uwe Gasch
Uwe Gasch (12 de junio de 1961) es un deportista de la RDA que compitió en remo. Ganó tres medallas en el Campeonato Mundial de Remo entre los años 1981 y 1985.

## Palmarés internacional
| Campeonato Mundial | Campeonato Mundial | Campeonato Mundial | Campeonato Mundial |
| Año                | Lugar              | Medalla            | Prueba             |
| ------------------ | ------------------ | ------------------ | ------------------ |
| 1981               | Múnich (RFA)       | Medalla de bronce  | Cuatro sin timonel |
| 1983               | Duisburgo (RFA)    | Medalla de plata   | Ocho con timonel   |
| 1985               | Malinas (Bélgica)  | Medalla de bronce  | Dos con timonel    |